# بينيدن ميرفيده
بينيدن ميرفيده هو امتداد نهر في هولندا، يغذيه بشكل رئيسي نهر الراين. يبدأ كاستمرار لنهر بوفن ميرفيده بعد تفرعه من نيوا ميرفيده قناة السفن. يتدفق من بلدية هاردينكسفيلد- خيسيندام إلى دوردريخت، حيث ينقسم إلى نهري نورد وآودا ماس. يبلغ طوله 14.8 كم.